# 小郡官衙遺跡

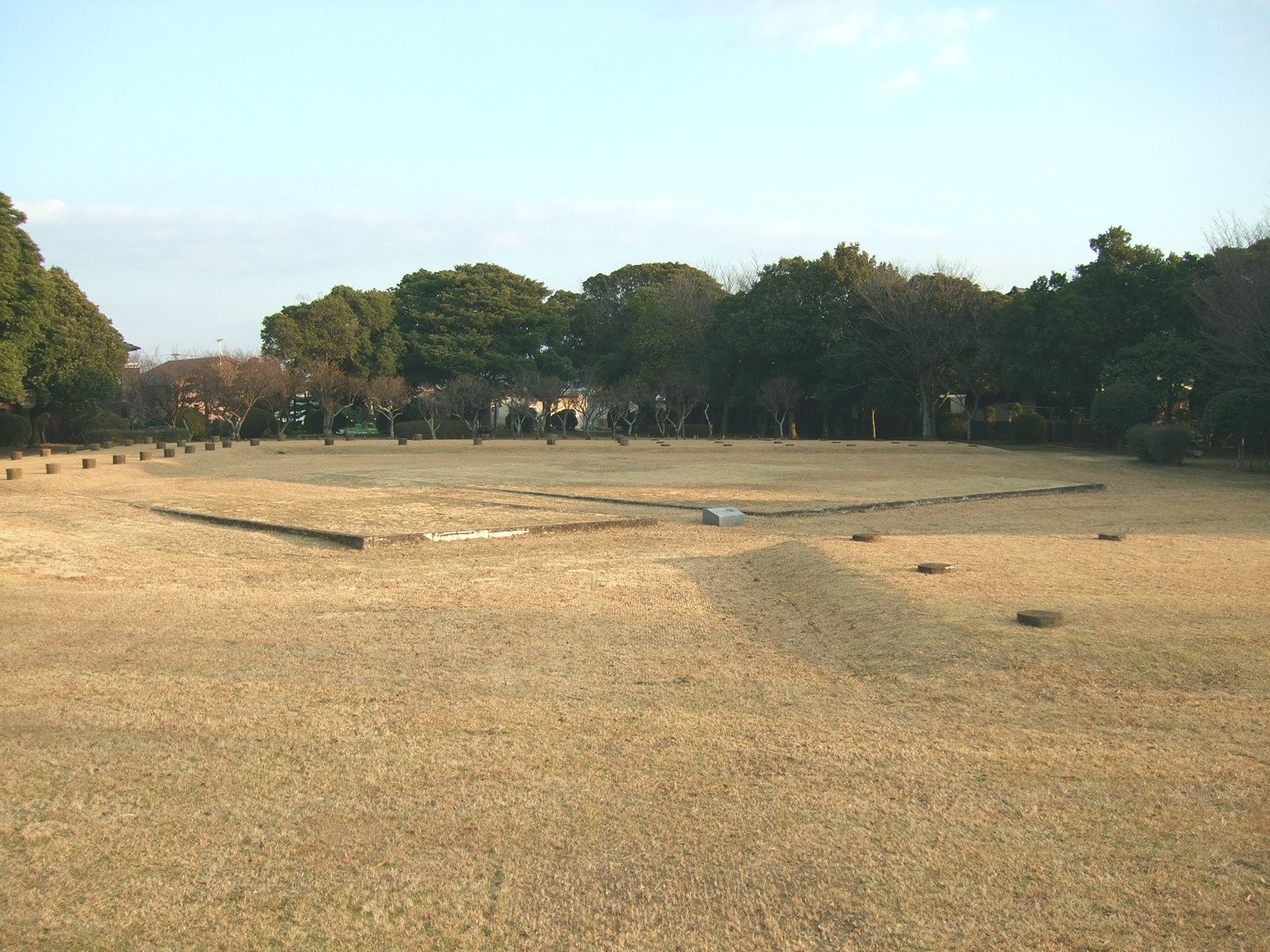
小郡官衙遺跡公園

小郡官衙遺跡（おごおりかんがいせき）は、福岡県小郡市小郡にある古代官衙の遺跡。筑後国御原郡の郡家の跡と言われている。国の史跡に指定されている。

## 概要
1967年以後、数度にわたる発掘調査の結果、7世紀後半から8世紀後半にかけての3つの時期にわたる掘立柱建物などが確認された。
7世紀後半の第1期とされる時期については、倉庫とみられる総柱建物3棟が検出されたのみで、全体の規模は判然としない。建物の中軸線は南北方向から西へ10度傾いている。8世紀に入ってからの時期とあたるとみられる第2期の建物群の中軸線の方位が変わり、南北方向から東へ40度傾いた線を主軸にしている。建物群は東・西・北の3群に分かれ、東側はコの字型に並べられた郡庁とみられる建物、西側は厨屋、北側は正倉（みやけ）と推定されている。8世紀半ばから後半の第3期は主軸はほぼ南北方向に向けられ、第2期と同様の施設が置かれていたが、武器庫と推定される施設の側の溝からは鉄鏃が出土している。
遺跡の一部は公園として整備されている。